# Slavonski Šamac, Slavonski Brod-Posavina
Slavonski Šamac (pronunțat în română Slavonski Șamaț) este un sat situat în partea de est a Croației, în cantonul Brod-Posavina, pe malul stâng al râului Sava, vis-a-vis de orașul bosniac Bosanski Šamac. La recensământul din 2001 avea o populație de 1.393 locuitori. Este reședința comunei omonime. Port fluvial.